# گمینا روشچیشوو
گمینا روشچیشوو (به لهستانی:  Gmina Rościszewo) یک گمینا در لهستان است که در شهرستان شرپتس واقع شده‌است. گمینا روشچیشوو ۱۱۵٫۰۸ کیلومتر مربع مساحت و ۴٬۲۱۶ نفر جمعیت دارد.